# Тубылов, Валентин Кузьмич
Валенти́н Кузьми́ч Тубы́лов (р. 13 ноября 1935 года, с. Малая Кибья Можгинского района Удмуртской АССР) — первый Председатель Верховного Совета Удмуртской Республики (1990—1995), избранный на альтернативной основе; избирался депутатом Верховного Совета Удмуртии 10—12-го созывов, депутатом Государственного Совета Удмуртской Республики первого (1995—1999) и второго (1999—2003) созывов, членом Президиума Госсовета Удмуртии; был руководителем сельской фракции депутатов.

## Биография
По национальности — удмурт.
Окончил Сарапульский сельскохозяйственный техникум в 1962 году, Ижевский сельскохозяйственный институт по специальности «учёный-агроном» в 1969 году.
Член КПСС с 1964 года. В 1970 году избран вторым, а в 1977 году — первым секретарем Малопургинского райкома партии. В 1981 году избран делегатом на XXVI съезд КПСС.
В годы нахождения на посту Председателя Верховного Совета УАССР (с 11 октября 1991 года — Удмуртской Республики), совместно с Верховным Советом УАССР (УР) он принял Декларацию о государственном суверенитете Удмуртии (20 сентября 1990 год), Конституцию Удмуртской Республики (7 декабря 1994 год) и другие правовые документы, среди которых и первый закон о Президенте Удмуртской Республики от 11 ноября 1993 года. При нём был провозглашён праздник Гербер (1992 год), формально закреплен Конституционный Суд в Удмуртской Республике (1991 год) с 11 октября 1991 года Удмуртия именуется Республикой, утверждены государственные символы Удмуртии (герб — 1994 год, флаг — 1993 год, гимн — 1993 год). При нём в 1992 году газета «Советской Удмуртия» получила название «Удмурт дунне» («Удмуртский мир»).
С 1997 по 2009 годы являлся Президентом Межрегиональной общественной организации "Всеудмуртская Ассоциация «Удмурт Кенеш»", с 1999 года издается печатный орган ассоциации «Удмурт Кенеш» - газета «Герд», в 2000 году стоял против исключения из Конституции Удмуртской Республики слова «суверенно» в части осуществления полномочий. В 2005 году был установлен в Ижевске памятник Кузебаю Герду.

## Награды
- Медаль ордена «За заслуги перед Отечеством» II степени — За заслуги в развитии отечественной культуры и искусства, многолетнюю плодотворную деятельность [3]
- Почётный гражданин Удмуртской Республики (Указ Президента УР № 180 от 15.10.2010)[4]